# Leonard Scott
Leonard Scott (Zachary, 19 gennaio 1980) è un velocista statunitense, campione mondiale indoor dei 60 metri piani a Mosca 2006.

## Biografia
Nel 2005 fu in grado di correre i 100 metri piani in meno di 10 secondi. Sempre nel corso dello stesso anno, si piazzò sesto ai Campionati del mondo tenutisi ad Helsinki. Quel risultato fu considerato deludente, in quanto Scott, nella semifinale, aveva fatto meglio di Michael Frater, vincitore poi della medaglia d'argento.
Nel 2006 vinse la medaglia d'oro nei 60 metri ai Mondiali indoor di Mosca con il tempo di 6"50.

## Palmarès
| Anno | Manifestazione  | Sede     | Evento      | Risultato | Prestazione | Note                                    |
| ---- | --------------- | -------- | ----------- | --------- | ----------- | --------------------------------------- |
| 2005 | Mondiali        | Helsinki | 100 m piani | 6º        | 10"13       |                                         |
| 2006 | Mondiali indoor | Mosca    | 60 m piani  | Oro       | 6"50        | Miglior prestazione mondiale stagionale |

## Campionati nazionali
- 1 volta campione nazionale indoor dei 60 m piani (2006)

## Altre competizioni internazionali
2004
- 6º alla World Athletics Final ( Monaco), 100 m piani - 10"31

2005
- 7º alla World Athletics Final ( Monaco), 100 m piani - 10"18

2006
- Argento alla World Athletics Final ( Stoccarda), 100 m piani - 9"91